# Fredrik Carl Dohna

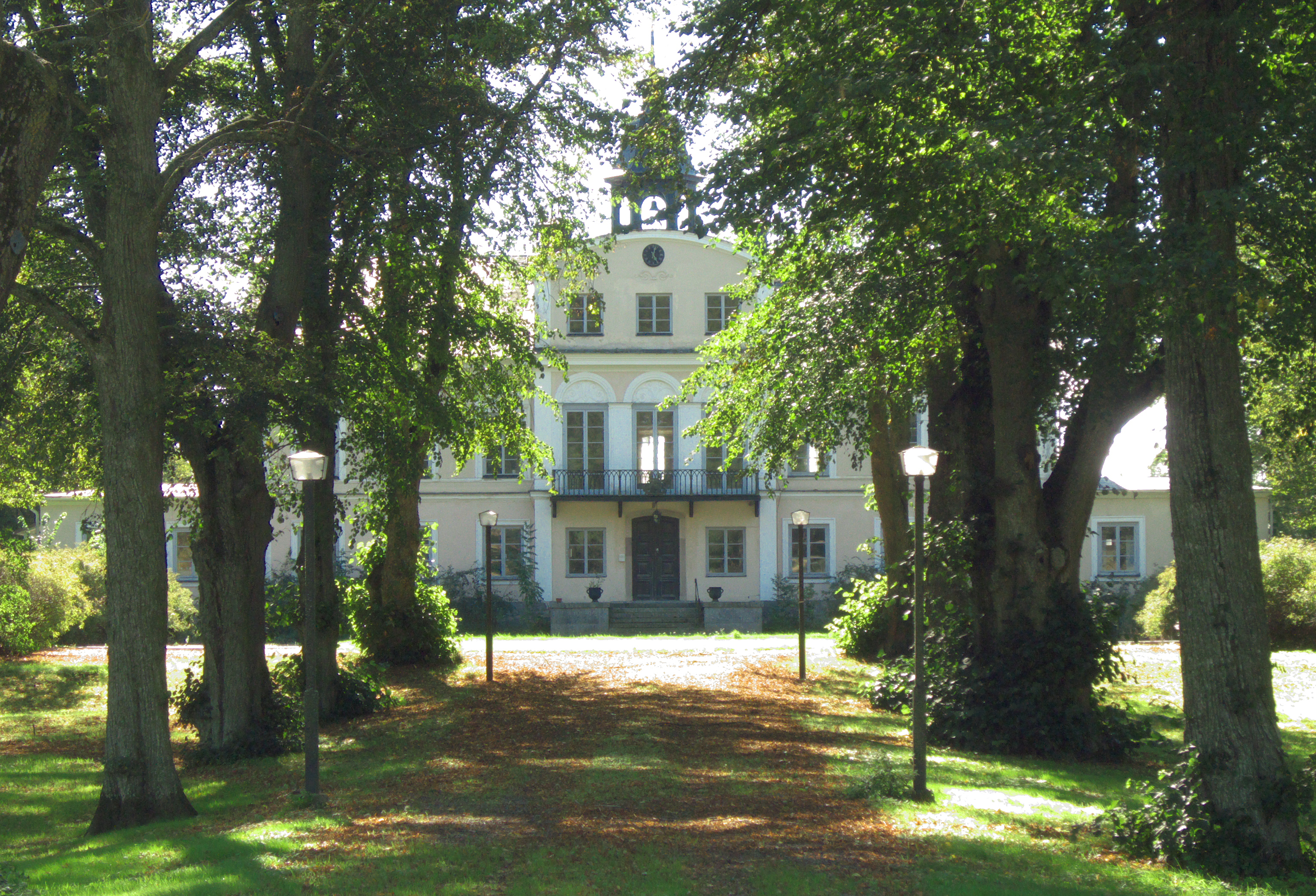
Hjulsta säteri.

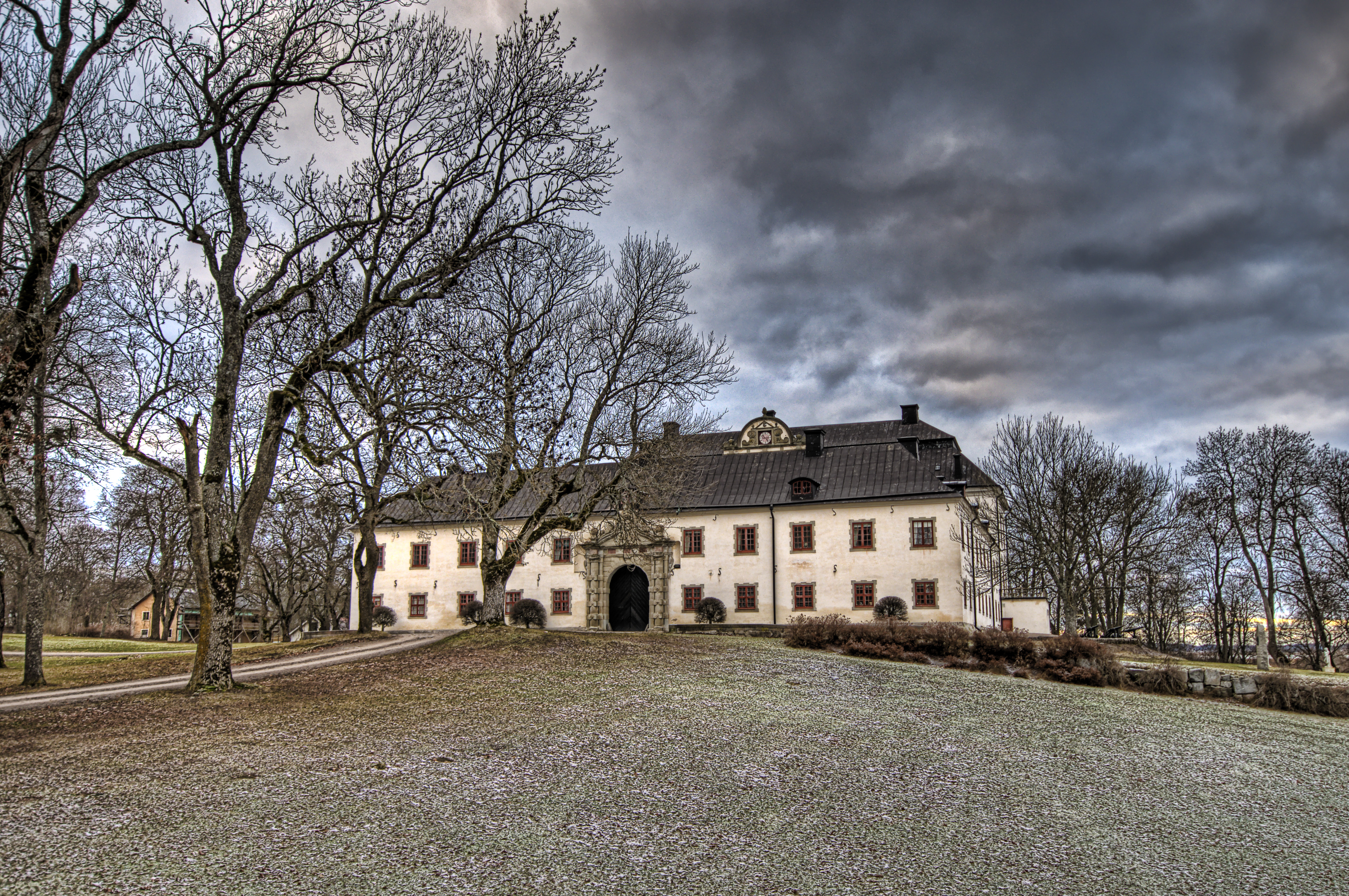
Tidö slott.

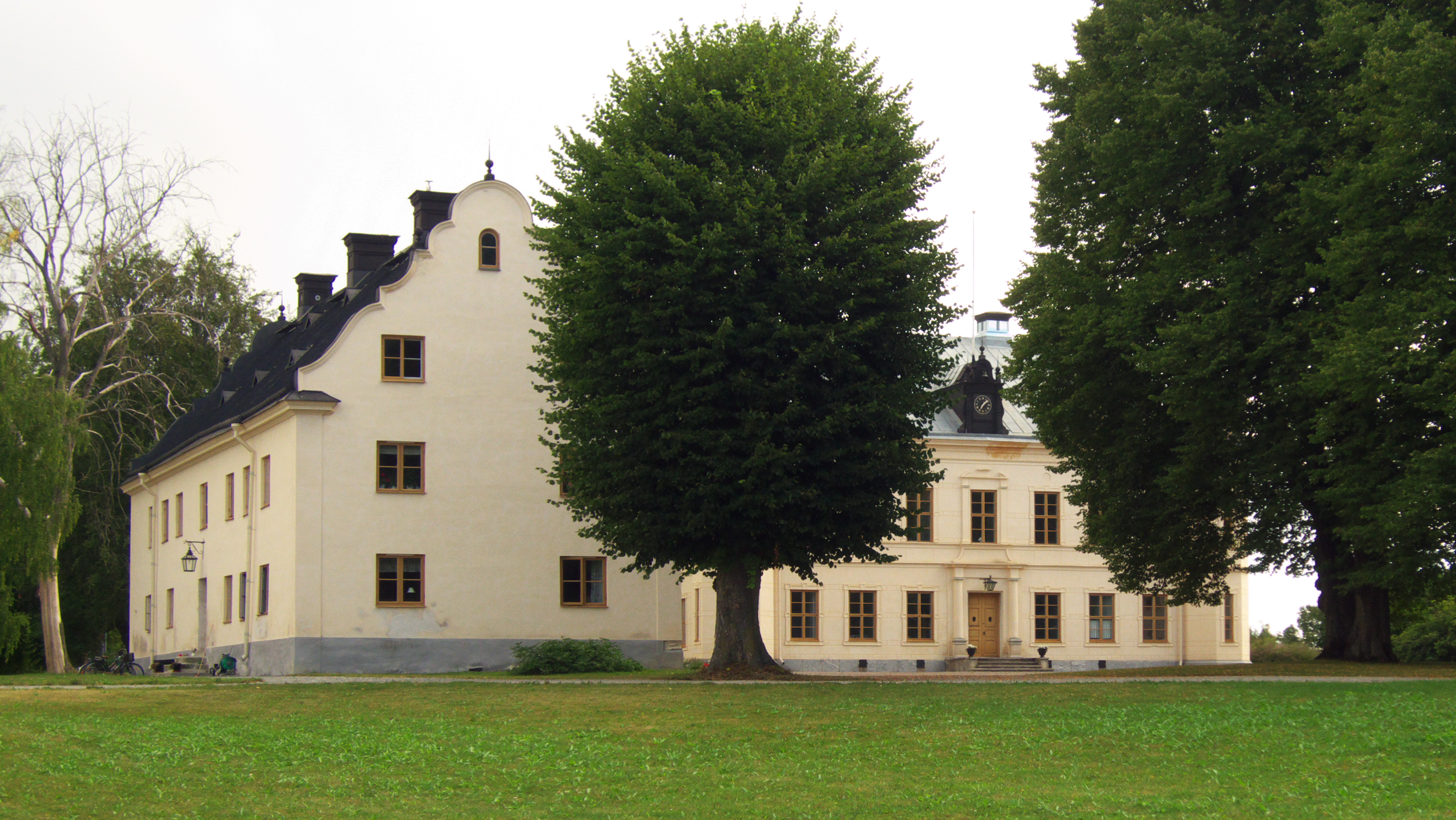
Ekholmens slott.

Fredrik Carl Dohna af Karwinden, född 8 april 1721 i Stockholm, död där 20 november 1781, var en svensk greve och militär.
Fredrik Dohna var ägare till Vikhus och Tidö i Rytterne socken i Västmanland, Hjulsta i Enköpings-Näs socken och Ekholmen i Veckholms socken, båda i Uppland. Hjulsta fick han ärva efter sin mor som i sin tur fått gården av sin mor, grevinnan Eleonora Elisabet Oxenstierna af Croneborg, 1674-1736.

## Militär karriär
Fredrik Dohna började som volontär vid amiralitetet 1734, kom senare till Livregementet till häst och blev ryttmästare där 1744. Han blev överste för Södra skånska kavalleriregementet 1770 och kaptenlöjtnant vid Livdrabantkåren med generalmajors karaktär 1772. Senare samma år blev Dohna överste vid Livdragonregementet. Han erhöll avsked med generallöjtnants karaktär 1776. Dohn blev riddare av Svärdsorden 1751 och kommendör av samma orden 1772.

## Familj
Fredrik Dohna var son till generalmajoren, greve Carl August Dohna, 1691-1744, och dennes hustru, friherrinnan Hedvig Ulrika Christina Soop af Limingo, 1703-1776.
Han gifte sig första gången 1746 på Strömsta i Teda socken med friherrinnan Fredrika Ulrika Sture, 1719-1772. Hon var dotter till generalmajor Sten Arvidsson Sture, 1681-1730. De fick tillsammans fyra barn, varav två döttrar uppnådde vuxen ålder.
- Hedvig Christina Ulrika Carolina, född 1746. Gift 1782 på Åsby häradshövdingeboställe med lagmannen Henrik Johan Lagerhjelm, 1750-1814. Hon fick ärva gårdarna i Uppland och avled på Hjulsta år 1800.

- Eleonora Lovisa Antoinetta, 1753-1817. Gift 1773 med riksrådet och presidenten, friherre Fredrik Vilhelm Ridderstolpe, 1730-1816. Hon fick efter föräldrarna äganderätten till Vikhus och Tidö.

Han gifte sig andra gången 1774 med friherrinnan Hedvig Ulrika De Geer af Leufsta, 1752-1813. Hon var dotter till vetenskapsmannen och bruksägaren, friherre Charles De Geer af Leufsta, 1720-1778.